# Микеладзе, Джемал Придонович
Джемал Придонович Микеладзе (20 августа 1936, село Кулаши Самтредского района Грузинской ССР — апрель 2014 года, Тбилиси) — грузинский советский политический деятель. Последний первый секретарь ЦК Компартии Грузинской ССР. Генерал-лейтенант полиции.
Член КПСС с 1963 года.

## Биография
Окончил агрономический факультет Сельскохозяйственного института Грузии, юридический факультет Тбилисского университета и Академию МВД СССР. Член КПСС с 1963 года.
- 1957—1960 — сотрудник конструкторского бюро Тбилисского авиационного завода, работник Ленинского райкома ЛКСМ Грузии (Тбилиси) и Тбилисского горкома ЛКСМ Грузии[2].
- 1963—1965 — первый секретарь Калининского райкома ЛКСМ Грузии (Тбилиси)[2].
- 1965—1974 — начальник Калининского РОВД Тбилиси[2].
- 1974—1976 — начальник уголовно-розыскного отдела Тбилисского УВД[2].
- 1976—1980 — начальник управления внутренних дел Тбилиси[1].
- 1980—1987 — министр внутренних дел Аджарской АССР[1].
- 1990—1991 — 1-й секретарь Тбилисского городского комитета Коммунистической партии Грузии. В феврале — августе 1991 года — 1-й секретарь ЦК коммунистической партии Грузии.
- 1993—2000 — глава Тбилисского факультета Московской высшей школы милиции, первый заместитель министра внутренних дел Грузии[1].
- 2000—2004 — председатель департамента материальных резервов[2].

В 1988-1998 годах помимо основной работы возглавлял Республиканский совет общества «Динамо». С 2004 года на пенсии.
Был женат на Наиле Микеладзе. Умер в апреле 2014 года в Тбилиси.

## Награды
Награждён орденом Вахтанга Горгасали второй степени в 1995 году. В 1997 году стал кавалером Ордена Чести.